# ホルフィン
- ウォルフィン[1]

ホルフィン(英語：Wholphin)は、オスのオキゴンドウとメスのハンドウイルカを掛け合わせた雑種である。分類学上、共にマイルカ科で種として近い。
天然では絶滅しているとされるが、捕獲された2頭がハワイ州のシーライフパークで飼育されている。

## 確認事例
野生環境でも生まれているという報告がされている。
最初にホルフィンが記録されたのは、1981年に東京シーワールドで生まれた雄の例だが、200日後に亡くなっている。
アメリカで最初に確認されたのは、シーライフ・パーク・ハワイで1985年5月15日に生まれた Kekaimalu (ケカイマル。「平和な海」の意)である。

## 特徴
オキゴンドウより小さく、ハンドウイルカより大きい。

## 生殖
ホルフィンは、若い年齢で出産した時にのみ繁殖力があることが知られている。シーライフパークのKekaimaluの初めての子供は数週間で死んでしまった。しかし1991年にKekaimaluは、2度目の出産で娘のPohaikealohaを生んだ。2年間子供を育てたが、授乳はしなかった。Pohaikealohaは9歳まで生きた。
2004年12月23日、Kekaimaluは3匹目の子供でバンドウイルカを父親とする娘のKawili Kaiを出産した。この子供には授乳を行い、わずか1カ月後には通常の1歳程度の大きさになった。